# Jason Chamberlain
Jason Chamberlain (2 de julio de 1990) es un luchador estadounidense de lucha libre. Ganó una medalla de oro en el Campeonato Panamericano de 2015.   